# Jolien Sinnema
Jolien Sinnema (* 12. März 1992 in Meppel) ist eine niederländische Beachvolleyballspielerin.

## Karriere
Sinnema begann ihre internationale Karriere 2009, als sie mit Linde Frölke Siebte der U18-Europameisterschaft in Espinho wurde. Im gleichen Jahr spielte sie mit Rimke Braakman bei der Jugend-Weltmeisterschaft in Alanya. Bei den U20-Europameisterschaften 2009 in Griechenland sowie 2010 in Catania erreichten Sinnema/Braakman als Neunte und Vierte jeweils die Top Ten. Die Weltmeisterschaften der Jugend in Porto und der Junioren in Alanya absolvierte Sinnema mit Esther Hullegie; dabei belegte sie die Plätze 19 und 9. 2011 wurde das Duo Fünfter der U20-EM in Tel Aviv. In der Zwischenzeit spielte Sinnema zwei Open- und einige Satellite-Turniere mit Margo Wiltens. Außerdem gewann sie die nationale U20-Meisterschaft. 2012 bildete sie ein neues Team mit der mehrmaligen WM- und EM-Teilnehmerin Marloes Wesselink und qualifizierte sich für die Europameisterschaft in Scheveningen. 2013 spielte Sinnema an der Seite von Michelle Stiekema. Bei der WM in Stare Jabłonki schieden Sinnema/Stiekema trotz eines Sieges über die Engländerinnen Dampney/Boulton nach der Vorrunde aus. 2014 war Lauri Luijken ihre Partnerin. Von 2015 bis 2016 spielte Sinnema wieder zusammen mit Rimke Braakman. Braakman/Sinnema belegten Platz fünf bei den Europaspielen in Baku. Bei der WM im eigenen Land schieden sie sieglos nach der Vorrunde aus. Von August 2016 bis Ende 2017 war Joy Stubbe Sinnemas Partnerin. Beim FIVB 3-Sterne-Turnier 2017 in Xiamen wurden Sinnema/Stubbe Fünfte. 2018 und 2019 spielte Sinnema an der Seite von Laura Bloem.